# 松原徹
松原 徹（まつばら とおる、1957年5月22日 - 2015年9月20日）は、日本の労働運動家。日本プロ野球選手会事務局長を務めた。2004年のプロ野球再編問題の際に尽力した人物として知られる。

## 経歴
神奈川県川崎市出身。神奈川大学卒業後、1982年にロッテオリオンズ（現在の千葉ロッテマリーンズ）の球団管理部に入社した。一軍マネージャーなどを務めた。1988年にプロ野球選手の労働組合である日本プロ野球選手会（初代会長は中畑清）が結成された当初より事務局で勤務する。選手会の業務に携わることになったきっかけは、当時中日ドラゴンズの選手であり、プロ野球選手会副会長の任に在った落合博満に勧められてのものであったという。
2000年、事務局長に就任した。
2004年のプロ野球再編問題では、当時の選手会長・古田敦也などと共に日本野球機構（NPB）側と交渉を続け、大阪近鉄バファローズとオリックス・ブルーウェーブとの合併の1年間凍結や、その上で新規参入球団を積極的、かつ前向きに考えることを要求し、こうした動きの中でプロ野球ストライキ断行となり、その結果、新球団東北楽天ゴールデンイーグルスの創設へという道筋が出来ることにもなった。
また、2011年の東北地方太平洋沖地震発生の際にはプロ野球公式戦開幕日の延期をNPB側に要請したり、元プロ野球選手のアマチュア資格回復などにも取り組むなど野球界発展のために尽力した。
2015年に入ってからは体調を崩して療養生活に入っており、2015年シーズン限りで選手会事務局長を引退する予定であったが、9月20日に川崎市の病院で膀胱癌のために死去した。58歳没。同年9月26日に行われたプロ野球公式戦全6試合は全選手・審判が松原を偲び、試合前に黙祷を行い喪章を装着して試合に臨んだ。

## 関連番組
- たったひとりの反乱シリーズ『球団が消える? プロ野球選手会103日の闘い』 - NHK総合テレビ、2009年8月18日 22:00 - 22:50放送[6]
古田敦也及び松原徹を主人公とする再現ドラマ[7]と、当時の近鉄選手会長礒部公一や古田敦也へのインタビューで構成されたドキュメンタリー番組[6]。再現ドラマには、渡辺いっけい、井坂俊哉、二階堂智ほかが出演。